# Аят
Аят или айет, по-често срещано като а́ят, а́ята (с наставката -т-, -та- за женски род), (на арабски: آية - знак, знамение), е най-малката структурна единица на Корана, съставна част на сурата.
Понякога е наричана „стих“, което е невярно от гледна точка на самия Пророк, неведнъж подчертавал отдалечеността на своите проповеди от поезията. По-коректно е аятът да се възприема като „изказване“ (по-точно чудо-откровение, който по същество е смислено свързан абзац, преминаващ в следващия такъв).
В Корана има общо от 6206 до 6238 аята, съдържащи се в 114 сури.